# Joel González
Joel González Bonilla (* 30. September 1989 in Figueres) ist ein spanischer Taekwondoin. Er startet in der Gewichtsklasse bis 68 Kilogramm.
González stieß im Jahr 2009 in die Weltspitze vor. Er wurde in Vigo Junioreneuropameister und überraschte später auch im Erwachsenenbereich, als er bei der Weltmeisterschaft in Kopenhagen mit einem Finalsieg über Damián Villa den WM-Titel gewann. Im folgenden Jahr konnte er dann auch bei der Europameisterschaft in Sankt Petersburg den Titel gewinnen. Bei der Weltmeisterschaft 2011 in Gyeongju und der Europameisterschaft 2012 in Manchester konnte González seine Vormachtstellung im Fliegengewicht fortsetzen und verteidigte seine Titel jeweils erfolgreich.
González erreichte im Januar 2012 beim europäischen Olympiaqualifikationsturnier in Kasan in der Gewichtsklasse bis 58 Kilogramm das Finale und qualifizierte sich für die Olympischen Spiele 2012 in London. Im Mai 2012 wurde bekannt, dass González als einer der ersten Taekwondoin einen Sponsorenvertrag mit Nike eingehen konnte. In London gelang ihm mit dem Gewinn der olympischen Goldmedaille der größte Erfolg seiner Karriere, wobei er im Finale Lee Dae-hoon bezwang. 2016 gewann er bei den Olympischen Spielen in Rio de Janeiro eine Bronzemedaille mit einem Sieg über den Venezolaner Edgar Contreras.